# Miguel Gallardo
Miguel Gallardo   (Lleida, 27 de desembre de 1955 - Barcelona, 21 de febrer de 2022), nom de ploma de Miguel Ángel Gallardo i Paredes, fou un dibuixant i guionista de còmic català, i també dissenyador, publicista i il·lustrador. El seu personatge més popular i emblemàtic és Makoki, que forma part del còmic underground de la dècada del 1980. El 2014 va guanyar el Gran Premi del Saló del Còmic de Barcelona per la seva llarga trajectòria professional en el món del còmic.

## Biografia
Aficionat als còmics des de petit, d'adolescent ja volia ser ninotaire. Influït per revistes com El Globo o Zeppelín, que publicaven còmics d'autors com Breccia, Crepax, Mordillo o Pratt, i autors estatunidencs de diversos estils, finalment va decidir traslladar-se a Barcelona a estudiar a l'Escola Massana d'Arts i Oficis. Allà la seva primera feina va ser en un estudi d'animació publicitària, on va conèixer Juan Mediavilla, amb qui va fer les primeres passes professionals i amb qui va moure's per l'ambient contracultural de la ciutat del final de la dictadura franquista. A la revista mensual Star és on va publicar les seves primeres pàgines l'any 1974.
L'any 1977 va començar a treballar com a ninotaire amb la creació de Makoki, un quinqui que s'havia fugat d'una sessió d'electroxocs en un frenopàtic, i va dirigir la primera etapa de la revista de còmic Makoki (1982). Juntament amb Mediavilla va participar en la fundació i desenvolupament de la revista El Víbora (1979-2005), amb la que es va donar a conèixer durant la dècada del 1980. A mitjans de la dècada següent va deixar una mica de banda l'humor i va començar a dedicar-se a la il·lustració de manera quasi exclusiva; publica la seva obra en diaris com La Vanguardia, Herald Tribune, The New York Times, The New Yorker, The Washington Post o El País, i els seus últims còmics són de caràcter autobiogràfic, com Un largo silencio (1998), a partir de les memòries del seu pare, un excombatent republicà, o Maria i jo (2007), que tracta el tema de l'autisme a través de la seva filla Maria, del qual se'n van vendre 20.000 exemplars, es va traduir a una desena d'idiomes i se'n va fer un documental homònim el 2010.
L'any 2008 va guanyar el Premi Nacional de Còmic per Maria i jo, i el 2013 va rebre el Premi Gràffica, juntament amb l'editorial Astiberri. El Nadal del 2013 va ser acomiadat de La Vanguardia, juntament amb altres companys. La història de Maria i jo va comptar amb una segona entrega, Maria fa 20 anys.
L'any 2019 va il·lustrar el llibre Rubianes, solamente: Los mejores monólogos ilustrados, nene, una recopilació de monòlegs de l'actor Pepe Rubianes.
Miguel Gallardo, va morir a Barcelona a l'edat de seixanta-sis anys víctima d'un tumor cerebral diagnosticat des del 2020. Havia relatat la seva convivència amb la malaltia a l'obra Algo extraño me pasó camino de casa.
L'organització del festival Animac, que tenia previst guardonar-lo amb el Premi Trajectòria 2022, va decidir rendir-li un homenatge en el marc de la seva 26a edició, que se celebrà a Lleida del 3 al 6 de març. A més, juntament amb el Museu d'Art Jaume Morera, li dedicà una exposició a La Llotja amb una part representativa de la col·lecció d'originals i reproduccions que l'artista va donar el 2020 a la Paeria, amb destí als fons del museu. En el Saló Internacional del Còmic de Barcelona de 2022 se li dedicà una exposició d'homenatge, i el 9 de juny de 2022, l'Ajuntament de Barcelona li lliurà la Medalla d’Or al Mèrit Cultural a títol pòstum. La Biblioteca de Catalunya va rebre al gener de 2024 un ampli fons gràfic del dibuixant que consta de 61 pàgines d'historietes originals i 30 esbossos de diferents obres.

## Obra publicada
Àlbums, comic-books i llibres d'historietes publicats per Gallardo:
- Fuga en La Modelo (La Cúpula, 1981)
- La juventú de Makoki (Laertes, 1982)
- El Niñato (La Cúpula, 1983)
- Chuchita y Marilyn, alterne de postín (La Cúpula, 1984)
- Pepito Magefesa (Complot, 1984)
- Makoki en Niu Yors (Laertes, 1985)
- Buitre Buitaker: No hay color (La Cúpula, 1985)
- Otan Sí, Otan No (La Cúpula, 1986)
- Historia del Tío Emo (La Cúpula, 1986)
- Los sueños del Niñato (La Cúpula, 1986)
- Makoki (Laertes, 1979; reedició: Complot, 1990)
- Yonquis del Espacio (La Cúpula, 1989)
- Perro Nick (Casset, 1991)
- Buitre Buitaker (El Pregonero, 1994)
- La muerte de Makoki (Glénat, 1995)
- Perico Carambola (Glénat, 1995)
- Héroes Modernos (Ediciones Glénat, 1998)
- Un largo silencio (Edicions de Ponent, 1997)
- El Informe G (Edicions de Ponent, 2000)
- Makoki Integral (Ediciones Glénat, 2003)
- Què li passa a aquest nen? Una guia per a conèixer els nens amb discapacitat. Amb Àngels Ponce. Barcelona: Serres, 2005. ISBN 84-8488-204-7.
- Maria i jo (La Galera, 2008)
- Emotional World Tour (Astiberri, 2009, amb Paco Roca)
- María cumple 20 años (Astiberri, 2015)
- Turista accidental (Astiberri, 2016)
- Maria fa 20 anys. Barcelona: Bridge, 2016. ISBN 978-84-16528-12-7.
- Rubianes, solamente: Los mejores monólogos ilustrados, nene (Random Comics, 2019)
- Algo extraño me pasó camino de casa. Astiberri: 2020. ISBN 978-84-18215-33-9.
- El gran libro de los perros (Astiberri, 2022, amb Karin du Croo), publicada pòstumament.[6][20]